# Sân vận động Latinoamericano
Sân vận động Latinoamericano (tiếng Tây Ban Nha: Estadio Latinoamericano) là một sân vận động ở La Habana, Cuba. Sân chủ yếu được sử dụng cho bóng chày và là sân vận động bóng chày lớn thứ hai trên thế giới tính theo sức chứa. Gran Estadio, một sân vận động ném bóng rộng rãi với những cơn gió thịnh hành thổi vào, nổi tiếng với mặt sân và hệ thống chiếu sáng đạt chất lượng của giải đấu lớn, được xây dựng vào năm 1946 với tư cách là sân vận động bóng chày hàng đầu ở Mỹ Latinh. Nằm ở khu phố Cerro, sân được khánh thành với tên gọi Sân vận động La Habana lớn và hiện có sức chứa 55.000 người. Năm 1999, sân cũng đã tổ chức một chuỗi trận đấu giao hữu giữa đội tuyển bóng chày quốc gia Cuba và Baltimore Orioles.